# 506 p.n.e.
| [ Edytuj tabelę ] |                                                                       |
| Władca Chin       | - 520 p.n.e. Jingwang 476 p.n.e.                                      |
| Król Kartaginy    | - 510 p.n.e. Hamilkar Magonida 480 p.n.e.                             |
| Król Macedonii    | - 547 p.n.e. Amyntas I 498 p.n.e.                                     |
| Władca Persji     | - 522 p.n.e. Dariusz Wielki 486 p.n.e.                                |
| Król Sparty       | - 520 p.n.e. Kleomenes I 490 p.n.e. - 515 p.n.e. Demaratos 491 p.n.e. |
| Król Syngalezów   | - 543 p.n.e. Widźaja 505 p.n.e.                                       |

Rok 506 p.n.e.
stulecia: VII wiek p.n.e. ~
VI wiek p.n.e. ~
V wiek p.n.e.

lata: 516 p.n.e. «
510 p.n.e. «
509 p.n.e. «
508 p.n.e. «
507 p.n.e. «
506 p.n.e. »
505 p.n.e. »
504 p.n.e. »
503 p.n.e. »
502 p.n.e. »
496 p.n.e.

## Wydarzenia
- Spurius Larcius Rufus (Flavus), jeden z założycieli Larcji - starożytnego rodu pochodzenia etruskiego - przybył do Rzymu z Etrurii po wypędzeniu Tarkwiniusza Pysznego i został konsulem.

## Urodzili się
- Kōshō, cesarz Japonii